# خانه میکا نیوبی
خانه میکا نیوبی (انگلیسی: Micah Newby House) همچنین با نام خانه نیوبی شناخته می‌شود، یک خانه تاریخی است که در شهرستان کلی، شهرستان همیلتون، ایندیانا واقع شده‌است. این خانه در سال ۱۸۸۰ ساخته و دارای دو طبقه است. این خانه در سال ۱۹۸۰ به سبک معماری ایتالیایی بازسازی شد.
این بنا در سال ۱۹۸۶ به لیست ثبت ملی اماکن تاریخی درآمد.